# Pontoglio
Pontoglio – miejscowość i gmina we Włoszech, w regionie Lombardia, w prowincji Brescia.
Według danych na rok 2004 gminę zamieszkiwało 6309 osób, 573,5 os./km².